# Rugosidad (electrónica)
En electricidad, el concepto de rugosidad se refiere a cuan áspero es la superficie de un cuerpo respecto al tamaño de la longitud de onda. Cuando las longitudes de onda corta inciden en una superficie llana, la respuesta de ésta en el radar se comportará como rugosa; la misma superficie aparecerá como lisa cuando incidan longitudes de onda más largas. Esto quiere decir que a igual rugosidad de terreno, un cuerpo se comportará como un cuerpo liso con longitudes de ondas más largas (Chuvieco, 1996).
De acuerdo a la rugosidad del terreno para una señal dada, la reflectividad de la señal será alta sobre superficies rugosas, dispersando la energía en todas direcciones. Sobre superficies lisas, caso del agua calma, la reflexión es especular y la señal de retorno al radar puede ser prácticamente nula.
La rugosidad de la superficie se determina considerando la longitud de onda del radar y el ángulo de incidencia. Una superficie aparecerá ser lisa si sus variaciones de la altura son más pequeñas que 1/8 de la longitud de onda del radar.
En términos del uso de una determinada longitud de onda, una superficie aparece más lisa mientras la longitud de onda y el ángulo de incidencia aumenta.
En imágenes generadas por radares, las superficies ásperas aparecerán más brillantes que superficies más lisas del mismo material. La aspereza superficial influencia la reflectividad de la energía de la microonda.
Las superficies lisas horizontales que reflejan casi toda la energía de la incidencia lejos del radar se llaman los reflectores especulares.
- Datos: Q6113560